# Санта-Ана (хребет)
Санта-Ана (англ. Santa Ana Mountains) — горный хребет на юге штата Калифорния, США. Расположен примерно в 56 км к юго-востоку от долины Лос-Анджелеса, вдоль границы округов Ориндж и Риверсайд. Санта-Ана продолжается горным хребтом Чино на севере и холмистой грядой Пуэнте на юго-востоке. Северная часть хребта разделена каньоном Санта-Ана, через который протекает одноимённая река. Самой северной точкой хребта является Сьерра-Пик (928 м). 2 самые высокие точки хребта — Сантьяго-Пик (1733 м) и Моджеска (1675 м) формируют седловину, расположенную примерно в 32 км к востоку от города Санта-Ана.
К югу от седловины расположены: Трабуко-Пик (1403 м), Лос-Пинос (1370 м), Эльсинор-Пик (1090 м), Ситтон-Пик (998 м), Маргарита-Пик (972 м) и Редонда-Пик (861 м). Хребет завершается примерно в районе реки Санта-Маргарита.